# ユリウス・ロイプケ

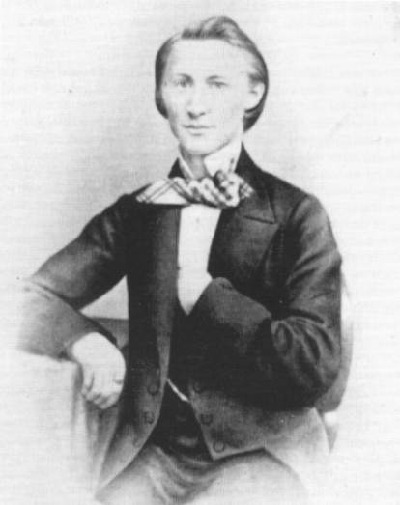
ユリウス・ロイプケ

ユリウス・ロイプケ（Julius Reubke, 1834年3月23日 - 1858年6月3日）は、ドイツの作曲家、ピアニスト、オルガニスト。

## 生涯
ドイツのハウスナインドルフ生まれ。父のアドルフ・ロイプケはオルガン製作者であった。ベルリンの音楽院でピアノをテオドール・クラックに師事。1856年にはハンス・フォン・ビューローの薦めでフランツ・リストに師事するためにヴァイマルに移り、彼の愛弟子となるも、その2年後に結核のため24歳で死去。ロイプケの死後、リストはロイプケの父アドルフに宛てて、ロイプケの才能を惜しむ見舞い状を送った。
短い生涯ではあったが、時折演奏会で取り上げられる『ピアノソナタ 変ロ短調』（1857年）や、彼の代表作であり19世紀のオルガン作品の最高傑作の一つとされる『詩篇94番によるオルガンソナタ ハ短調』（1857年）などの作品を残している。両作品はリストの作品（特に『ピアノソナタ ロ短調』）の影響を示している。